# Dataskyddsdirektivet för brottsbekämpning
Dataskyddsdirektivet för brottsbekämpning, eller direktiv (EU) 2016/680, även känt som brottsbekämpningsdirektivet, är ett europeiskt direktiv som reglerar behandling av personuppgifter vid brottsbekämpning inom Europeiska unionen. Det innehåller särskilda bestämmelser anpassade för brottsbekämpande myndigheter, men liknar i övrigt till stora delar dataskyddsförordningen (GDPR).
Dataskyddsdirektivet för brottsbekämpning utgör en del av Schengenregelverket och är således även bindande för Island, Liechtenstein, Norge och Schweiz genom deras särskilda associeringsavtal till Schengensamarbetet.
I en dom den 30 januari 2024 konstaterade EU-domstolen att direktivet hindrar de brottsbekämpande myndigheterna från att lagra personuppgifter om en dömd brottsling utan ytterligare begränsningar i tiden än att den berörda personen avlider. Istället måste brottsbekämpande myndigheter regelbundet bedöma om lagringen av personuppgifter är nödvändig för brottsbekämpande ändamål.